# Castillo de Pedraja
El castillo de Pedraja, castillo de Liencres o castillo de Hércules fue una fortificación del tipo castillo situada sobre el monte La Picota (también llamada, a la sazón, monte del Castillo), dominando la localidad de Liencres (Cantabria). Probablemente fue fundado por Garcilaso I de la Vega a finales del siglo XIII o principios del siglo XIV, formando parte de la defensa del señorío de la Vega, propiedad de la Casa de la Vega. El primer documento claro que demuestra su existencia es de 1403, cuando pasó a ser centro administrativo y judicial de los Vega, aunque se ha señalado otro de 1338 que parece referirse a él. Se considera la mayor fortificación de la zona oriental de las Asturias de Santillana. El castillo desapareció en algún momento del siglo XIX. El último testimonio que de él se conoce es la cita del padre Sota en 1861, que al ver las ruinas consideró que había sido quemado y abandonado, seguramente durante los pleitos que tuvieron lugar en Cantabria durante la Edad Moderna. En realidad debió de tratarse de una torre bastante fortificada, denominada castillo incorrectamente, al igual que otras estructuras defensivas medievales de Cantabria.
Su arquitectura, según los vestigios arqueológicos, fue de transición entre el Románico y el Gótico. Tenía foso de 5 m de ancho y 2 m de altura, que protegía un recinto libre más o menos cuadrado de 36 metros de lado, cuya entrada estaba protegida por un torreón rectangular. Hoy en día se conservan las ruinas de la torre y restos de una cerca y del foso. Por esto, está protegido como yacimiento arqueológico desde 2004.